# Nilton Gusmão dos Santos
Nilton Telmo Gusmão dos Santos (Díli, 12 de agosto de 1978) é um empresário e dirigente desportivo timorense.
Nascido na capital do Timor-Leste, é o dono da empresa ETO (Esperança Timor Oan), que dedica-se há mais de uma década à importação, distribuição e venda de combustíveis no Timor-Leste, sendo a principal fornecedora das centrais elétricas do país.
Nilton foi, de 2015 a 2024, presidente da Liga Futebol Amadora, entidade responsável pela organização do campeonato de futebol do país, junto com a Federação de Futebol de Timor-Leste. Em 11 de janeiro de 2025, ele foi eleito para comandar o futebol nacional, tornando-se presidente da federação timorense.